# Димитров Александр
Александр Димитров (нар. 1959, Софія, Болгарія) — болгарський дипломат. Надзвичайний і Повноважний Посол Болгарії в Україні.

## Біографія
Народився в 1959 році в Софії. Закінчив Софійський технічний університет.
З 1984 по 1989 — науковий співробітник Центрального інституту обчислювальної техніки в Софії.
З 1990 по 1991 — консультант німецької фірми «Мандауш» ООД у Франкфурті-на-Майні.
З 1992 по 1997 — генеральний представник «СОМ-PAREX-BASF» Софія.
З 1997 по 1998 — голова Ради директорів готелю «Самоков-Боровец», експерт Комісії з питань економічної політики Парламенту Болгарії.
З 1998 по 2002 — Надзвичайний і Повноважний Посол Болгарії в Україні.